# Mjölkticka
Mjölkticka (Postia tephroleuca) är en svampart som först beskrevs av Elias Fries, och fick sitt nu gällande namn av Jülich 1982. Mjölkticka ingår i släktet Postia och familjen Fomitopsidaceae. Arten är reproducerande i Sverige. Inga underarter finns listade i Catalogue of Life.